# Mahury
De Mahury is een rivier in Frans-Guyana, Frankrijk ten zuiden van de hoofdstad Cayenne. De rivier heeft zijn bron bij de samenvloeiing van de Oyac en Tour de l'Île in de buurt van Roura, en mondt uit in de Atlantische oceaan.
Dégrad des Cannes, de belangrijkste zeehaven voor vrachtschepen, en de Moerassen van Kaw, een natuurgebied, bevinden zich aan de Mahury.
Sandre, de Franse waterautoriteit, beschouwt de Mahury, de Oyac, en de Comté als één rivier met een totale lengte van 169 km. De rivieren Oyac en de Comté zijn niet bevaarbaar. De Tour de l'Île verbindt de Mahury met de Cayenne en daarom wordt er vaak gesproken van Île de Cayenne (Cayenne-eiland) ondanks dat het een schiereiland is.